# Munnopsis eximius
Munnopsis eximius är en kräftdjursart. Munnopsis eximius ingår i släktet Munnopsis och familjen Munnopsidae. Inga underarter finns listade i Catalogue of Life.